# Nikita Toczicki
Nikita Andriejewicz Toczicki, ros. Никита Андреевич Точицкий (ur. 17 sierpnia 1991 w Leningradzie) – rosyjski hokeista.
Jego ojciec Andriej (ur. 1970) został menedżerem w klubie SKA Sankt Petersburg.

## Kariera
- SKA 2 Sankt Petersburg (2007-2009)
- SKA-1946 Sankt Petersburg (2009-2011)
- Witiaź Czechow (2011-2012)
  -  Russkie Witiazi Czechow (2011)
- Atłant Mytiszczi (2012-2013)
  -  Mytiszczinskie Atłanty (2012)
- Torpedo Niżny Nowogród (2013)
- Sibir Nowosybirsk (od 2013)
- Jugra Chanty-Mansyjsk (2013-2015)
- Awtomobilist Jekaterynburg (2015)
- SKA-Niewa (2015-2016)
- SKA Sankt Petersburg (2016)
- HK Soczi (2016-)

Wychowanek SKA Sankt Petersburg. Od 2009 grał w juniorskich rozgrywkach MHL. Od sierpnia 2011 zawodnik Witiazia Czechow, a od czerwca 2012 Atłanta Mytiszczi. W maju 2013 został zawodnikiem Torpedo Niżny Nowogród. Pod koniec października 2013 został zawodnikiem Sibiru Nowosybirsk (w toku wymiany z Nowosybirska do Niżnego Nowogrodu trafił Oleg Gubin). Od 19 grudnia 2013 zawodnik Jugry Chanty-Mansyjsk. Od lipca po końca września 2015 zawodnik Awtomobilistu. Od grudnia 2015 ponownie zawodnik SKA. Od października 2016 zawodnik HK Soczi. Przedłużał kontrakt o rok w maju 2017, w czerwcu 2018, w kwietniu 2019 oraz o dwa lata w marcu 2020.

## Sukcesy
Indywidualne
- MHL (2010/2011): Mecz Gwiazd MHL
- KHL (2011/2012): najlepszy pierwszoroczniak miesiąca - październik 2011